# Стационарное состояние (термодинамика)
Стационарное состояние — состояние термодинамической системы, при котором значения термодинамических величин — температуры, давления, химического потенциала компонента смеси, массовой скорости  — во всех частях системы остаются неизменными во времени. Зависимость от времени хотя бы одной термодинамической величины служит признаком нестационарности состояния. Стационарное состояние может быть как равновесным, так и неравновесными. Последнее реализуются лишь тогда, когда между термодинамической системой и её окружением имеют место процессы переноса, а термодинамические силы, и, как следствие, термодинамические потоки на границах системы поддерживают постоянными.
Стационарное состояние, при котором внешними условиями удерживается постоянной одна какая-либо термодинамическая сила, именуют стационарным состоянием первого порядка. В случае двух постоянных сил говорят о стационарном состоянии второго порядка и т. д. Стационарное состояние нулевого порядка есть не что иное как равновесное состояние термодинамической системы. Стационарные состояния порядков выше первого вполне обычны для природных процессов.
К стационарным относятся:
- состояние термодинамического равновесия, характеризуемое отсутствием потоков (энергии, вещества, импульса, заряда и т. п.)[6], в котором при постоянстве внешних условий система может пребывать неопределённо долгое время, а после снятия внешнего воздействия любой величины, приведшего к изменению свойств системы, последняя возвращается в исходное состояние. Равновесное состояние можно определить также как стационарное состояние, не поддерживаемое протеканием какого-либо внешнего по отношению к системе процесса[7]. Равновесное состояние всегда является стационарным, но стационарное состояние вовсе не обязательно должно быть равновесным;
- состояние метастабильного равновесия, когда при малом внешнем воздействии система ведёт себя как находящаяся в термодинамическом равновесии (система устойчива по отношению к малым воздействиям: бесконечно малое воздействие вызывает бесконечно малое изменение состояния, а при устранении этого воздействия система возвращается в исходное состояние[6]), тогда как при внешнем воздействии, превысившем некоторую граничную величину, система уже не возвращается в исходное состояние, а переходит либо в более устойчивое метастабильное состояние, либо в состояние термодинамического равновесия; термодинамические условия стабильности равновесия выполняются для бесконечно малых виртуальных воздействий и не выполняются для воздействий, превышающих граничную величину;
- состояние заторможенного равновесия, когда неравновесная система во многих отношениях фактически ведёт себя как находящаяся в термодинамическом равновесии вследствие того например, что в системе имеют место частные равновесия — механическое и термическое, — но нет химического равновесия из-за отсутствия подходящих условий для протекания требуемых для его установления химических реакций;
- стационарное неравновесное состояние, в котором независимость термодинамических величин от времени обусловлена потоками энергии, вещества, импульса, электрического заряда и т. п.[6];
- статическое (квазистатическое, квазиравновесное, локальноравновесное) состояние, в котором неизменность термодинамических величин во времени есть приближение, с достаточной для решения конкретной задачи точностью выполняющееся в течение отрезка времени, заданного по условиям рассматриваемой задачи.